# Groupe d'ESO 154-10
Le groupe d'ESO 154-10 est un trio de galaxies situées dans la constellation de l'Horloge. La distance moyenne entre ce groupe et la Voie lactée est d'environ 78,2 Mpc (∼255 millions d'al). 

## Membres
Le tableau ci-dessous liste les 3 galaxies du trio indiquées dans l'article de A.M. Garcia paru en 1993. 
| Nom        | Class.      | Type           | α (J2000.0)   | δ (J2000.0)  | Vitesse radiale (km/s) | m     | Distance (Mpc) | Dimension (kal) |
| ---------- | ----------- | -------------- | ------------- | ------------ | ---------------------- | ----- | -------------- | --------------- |
| NGC 1031   | SB(r)a?     | Spirale barrée | 02h 36m 38.7s | -54° 51′ 35″ | 5604 ± 23              | 12,5  | 78,3 ± 5,7     | 141             |
| NGC 1136   | SB(r)a?     | Spirale barrée | 02h 50m 53.7s | -54° 58′ 33″ | 5610 ± 9               | 13,0  | 78,4 ± 5,7     | 104             |
| ESO 154-10 | (R')SB(r)a? | Spirale barrée | 02h 45m 08.7s | -55° 44′ 26″ | 5586 ± 24              | 13,37 | 78,0 ± 5,7     | 192             |

Le site DeepskyLog permet de trouver aisément les constellations des galaxies mentionnées dans ce tableau ou si elles ne s'y trouvent pas, l'outil du site constellation permet de le faire à l'aide des coordonnées de la galaxie. Sauf indication contraire, les données proviennent du site NASA/IPAC. 